# Copelatus kammuriensis
Copelatus kammuriensis là một loài bọ cánh cứng trong họ Bọ nước. Loài này được Tamu & Tsukamoto miêu tả khoa học năm 1955.